# A Shot in the Dark (film, 1933)
Pour les articles homonymes, voir A Shot in the Dark.
A Shot in the Dark est un film de 1933 réalisé par George Pearson.

## Distribution
- Dorothy Boyd : Alaris Browne[2]
- O. B. Clarence : Révérend John Makehan[2]
- Jack Hawkins : Norman Paull[2]
- Michael Shepley (en) : Vivien Waugh[2]
- Davy Burnaby : colonel Michael Browne[2]
- A. Bromley Davenport (en) : Peter Browne[2]
- Russell Thorndike (en) : Docteur Stuart[2]
- Hugh E. Wright (en) : George Yarrow[2]
- Henrietta Watson (en) : Angela Browne[2]
- Margaret Yarde (en) : Kate Browne[2]